# Metal Hammer
Metal Hammer é uma revista mensal que circula no Reino Unido e na Irlanda, e sob uma outra editora, em outros países da Europa. A revista foca em bandas de heavy metal, conhecidas ou não. É a segunda revista mais vendida no Reino Unido, atrás da Kerrang!, e é geralmente tida como mais underground, embora ultimamente tenha se voltado mais para as bandas que estão na mídia.

## Metal Hammer Portugal
A Metal Hammer estabeleceu-se em Portugal e pela primeira vez na língua portuguesa em Maio de 2019. A actividade da Metal Hammer Portugal é exclusivamente online, com Joel Costa e Diogo Ferreira a assumirem o cargo de co-editores.

## Circulação
Além de Reino Unido e Irlanda, a Metal Hammer circula em outros países da Europa, sob outra editora. São eles:
- Alemanha
- Áustria
- Finlândia
- Espanha
- Grécia
- Polônia
- Portugal
- Hungria
- Suíça
- Sérvia
- Austrália
- Montenegro